# Segunda Ronda Eliminatoria a la Eurocopa Sub-19 2004
La Segunda ronda eliminatoria al Campeonato Europeo de la UEFA Sub-19 2004 contó con la participación de 28 selecciones juveniles de Europa, de las cuales 25 provienen de la primera ronda.
Los equipos fueron divididos en 7 grupos de 4 equipos cada uno, en donde el vencedor de cada grupo clasificó a la fase final del torneo a celebrarse en Suiza junto al país anfitrión.

## Grupo 1
Los partidos se jugaron en España.
| País         | J | G | E | P | GF | GC | GD | Pts |
| ------------ | - | - | - | - | -- | -- | -- | --- |
| España       | 3 | 2 | 1 | 0 | 4  | 0  | +4 | 7   |
| Hungría      | 3 | 1 | 1 | 1 | 1  | 3  | –2 | 4   |
| Países Bajos | 3 | 1 | 0 | 2 | 1  | 2  | –1 | 3   |
| Lituania     | 3 | 0 | 2 | 1 | 0  | 1  | –1 | 2   |

|  | España       | 0–0 | Lituania     |
|  | Hungría      | 1–0 | Países Bajos |
|  | España       | 1–0 | Países Bajos |
|  | Lituania     | 0–0 | Hungría      |
|  | Hungría      | 0–3 | España       |
|  | Países Bajos | 1–0 | Lituania     |

## Grupo 2
Los partidos se jugaron en Italia.
| País            | J | G | E | P | GF | GC | GD | Pts |
| --------------- | - | - | - | - | -- | -- | -- | --- |
| Italia          | 3 | 2 | 1 | 0 | 7  | 2  | +5 | 7   |
| Israel          | 3 | 1 | 1 | 1 | 2  | 3  | –1 | 4   |
| República Checa | 3 | 1 | 1 | 1 | 4  | 2  | +2 | 4   |
| Bielorrusia     | 3 | 0 | 1 | 2 | 2  | 8  | –6 | 1   |

|  | República Checa | 3–0 | Bielorrusia     |
|  | Italia          | 2–0 | Israel          |
|  | República Checa | 0–1 | Israel          |
|  | Bielorrusia     | 1–4 | Italia          |
|  | Italia          | 1–1 | República Checa |
|  | Israel          | 1–1 | Bielorrusia     |

## Grupo 3
Los partidos se jugaron en Eslovaquia.
| País       | J | G | E | P | GF | GC | GD  | Pts |
| ---------- | - | - | - | - | -- | -- | --- | --- |
| Alemania   | 3 | 3 | 0 | 0 | 8  | 1  | +7  | 9   |
| Eslovaquia | 3 | 2 | 0 | 1 | 4  | 3  | +1  | 6   |
| Portugal   | 3 | 1 | 0 | 2 | 5  | 3  | +2  | 3   |
| Armenia    | 3 | 0 | 0 | 3 | 0  | 10 | –10 | 0   |

|  | Eslovaquia | 2–1 | Portugal   |
|  | Alemania   | 5–0 | Armenia    |
|  | Eslovaquia | 1–0 | Armenia    |
|  | Portugal   | 0–1 | Alemania   |
|  | Alemania   | 2–1 | Eslovaquia |
|  | Armenia    | 0–4 | Portugal   |

## Grupo 4
Los partidos se jugaron en Eslovenia.
| País       | J | G | E | P | GF | GC | GD | Pts |
| ---------- | - | - | - | - | -- | -- | -- | --- |
| Ucrania    | 3 | 2 | 1 | 0 | 6  | 2  | +4 | 7   |
| Eslovenia  | 3 | 1 | 1 | 1 | 3  | 5  | –2 | 4   |
| Inglaterra | 3 | 1 | 1 | 1 | 5  | 3  | +2 | 4   |
| Dinamarca  | 3 | 0 | 1 | 2 | 0  | 4  | –4 | 1   |

|  | Eslovenia  | 2–1 | Inglaterra |
|  | Dinamarca  | 0–1 | Ucrania    |
|  | Eslovenia  | 1–4 | Ucrania    |
|  | Inglaterra | 3–0 | Dinamarca  |
|  | Dinamarca  | 0–0 | Eslovenia  |
|  | Ucrania    | 1–1 | Inglaterra |

## Grupo 5
Los partidos se jugaron en Turquía.
| País    | J | G | E | P | GF | GC | GD | Pts |
| ------- | - | - | - | - | -- | -- | -- | --- |
| Turquía | 3 | 2 | 1 | 0 | 7  | 2  | +5 | 7   |
| Croacia | 3 | 2 | 0 | 1 | 6  | 3  | +3 | 6   |
| Rusia   | 3 | 1 | 1 | 1 | 3  | 3  | 0  | 4   |
| Rumania | 3 | 0 | 0 | 3 | 1  | 9  | –8 | 0   |

|  | Rumania | 0–2 | Rusia   |
|  | Croacia | 1–2 | Turquía |
|  | Rumania | 0–4 | Turquía |
|  | Rusia   | 0–2 | Croacia |
|  | Croacia | 3–1 | Rumania |
|  | Turquía | 1–1 | Rusia   |

## Grupo 6
Los partidos se jugaron en Austria.
| País      | J | G | E | P | GF | GC | GD | Pts |
| --------- | - | - | - | - | -- | -- | -- | --- |
| Polonia   | 3 | 3 | 0 | 0 | 6  | 2  | +4 | 9   |
| Austria   | 3 | 2 | 0 | 1 | 6  | 1  | +5 | 6   |
| Finlandia | 3 | 1 | 0 | 2 | 3  | 5  | –2 | 3   |
| Escocia   | 3 | 0 | 0 | 3 | 4  | 11 | –7 | 0   |

|  | Polonia   | 1–0 | Austria   |
|  | Finlandia | 3–2 | Escocia   |
|  | Polonia   | 3–2 | Escocia   |
|  | Austria   | 1–0 | Finlandia |
|  | Finlandia | 0–2 | Polonia   |
|  | Escocia   | 0–5 | Austria   |

## Grupo 7
Los partidos se jugaron en Bélgica.
| País                | J | G | E | P | GF | GC | GD | Pts |
| ------------------- | - | - | - | - | -- | -- | -- | --- |
| Bélgica             | 3 | 3 | 0 | 0 | 3  | 0  | +3 | 9   |
| Irlanda             | 3 | 2 | 0 | 1 | 6  | 2  | +4 | 6   |
| Serbia y Montenegro | 3 | 1 | 0 | 2 | 5  | 4  | +1 | 3   |
| Noruega             | 3 | 0 | 0 | 3 | 0  | 8  | –8 | 0   |

|  | Noruega             | 0–4 | Serbia y Montenegro |
|  | Irlanda             | 0–1 | Bélgica             |
|  | Noruega             | 0–1 | Bélgica             |
|  | Serbia y Montenegro | 1–3 | Irlanda             |
|  | Irlanda             | 3–0 | Noruega             |
|  | Bélgica             | 1–0 | Serbia y Montenegro |